# Karin Zachmann
 Karin Zachmann (* 29. April 1956 in Görlitz) ist eine deutsche Historikerin.
Sie lehrt und forscht vor allem auf dem Gebiet der Technikgeschichte und hat die Professur für Technikgeschichte der TU München inne. Zachmann begann ihre Laufbahn an der TU Dresden, wo sie zunächst Ökonomie studierte und anschließend auch promovierte. Bis 2000 forschte sie in Dresden und wechselte dann an die TU Darmstadt, wo sie sich 2002 habilitierte und anschließend die Inhaberin der Professur für Technikgeschichte war. 2003 nahm sie einen Ruf an die TU München an, seit 2012 ist sie Teil des Munich Center for Technology in Society (MCTS).
Zachmanns Forschungsschwerpunkte liegen im Bereich der Nukleartechnik, der Ingenieursausbildung in der DDR, der Industriegeschichte und der Rolle von Geschlecht in der Technik zur Zeit des Kalten Krieges.

## Leben
Zachmann wurde 1956 in Görlitz geboren. Sie studierte an der Universität Leipzig Politische Ökonomie und schloss 1979 mit dem Diplom ab. Ab 1980 war sie an der TU Dresden als Lektorin beschäftigt und arbeitete gleichzeitig an ihrer Dissertation. 1983 wurde sie mit der Arbeit Die Entwicklung der deutschen Chemiefaserindustrie und ihre staatsmonopolistische Regulierung von 1900 bis 1933 A-promoviert. 1985 erhielt sie den René-Kuczynski-Preis des Jahrbuchs für Wirtschaftsgeschichte. Bis 1991 war sie in Dresden als Dozentin, ab 1992 als wissenschaftliche Mitarbeiterin tätig. 2000 wechselte sie an die TU Darmstadt, wo sie sich 2002 mit Technik, Geschlecht und Kalter Krieg einer Arbeit über Geschlecht in der DDR-Ingenieursausbildung habilitierte. 2004 wurde sie als Nachfolgerin von Ulrich Wengenroth auf die Professur für Technikgeschichte an der TU München berufen, die 2012 an das neu gegründete Munich Center for Technology in Society (MCTS) angegliedert wurde. Dort wirkte sie bis zum Ruhestand 2022. Zachmann hat drei Kinder.

## Werk
Karin Zachmanns Forschung konzentriert sich vor allem auf die Zeit des Kalten Krieges und der Verflechtung von Technik, Wirtschaft und Politik in dieser Epoche, insbesondere im Kontext der Nuklear- und Nahrungsmitteltechnologie. Darüber hinaus forscht sie auch zum Wandel der Geschlechterrollen in dieser Zeit. Sie ist Mitherausgeberin der Zeitschrift für Technikgeschichte.

### Monografien
- Risky rays for an improved food supply? National and Transnational Food Irradiation Research as a Cold War Recipe. Deutsches Museum, München 2013.
- Mobilisierung der Frauen. Technik, Geschlecht und Kalter Krieg in der DDR. Campus Verlag, Frankfurt am Main 2004.
- Technik, Geschlecht und Kalter Krieg. TU Darmstadt, Darmstadt 2002.
- Zur Ausformung geschlechtsspezifischer Arbeitsteilung im Industrialisierungsprozess. Landesmuseum für Technik und Arbeit, Mannheim 1993.
- Die Entwicklung der deutschen Chemiefaserindustrie und ihre staatsmonopolistische Regulierung von 1900 bis 1933. TU Dresden, Dresden 1983.